# Château d'Hauterive (Issoire)
Pour les articles homonymes, voir Hauterive.
Ne doit pas être confondu avec Château d'Aulteribe.
Le château d'Hauterive est un château situé dans la commune d'Issoire dans le département du Puy-de-Dôme en région Auvergne.

## Description
Le château surplombe Issoire.
Du côté cour, on trouve un four à pain, la salle du pressoir, une cave vigneronne, et une glacière.
Du côté jardin, on trouve un potager en terrasse entouré de buis, un jardin fleuri et un jardin gourmand bordé de 7 ha de bosquets, abritant cabinets et chambre de verdure, mail, ha-ha, quinconce et allées de charmilles.

## Historique
C'est au XVIIe siècle que cette maison de plaisance est construite sur les hauteurs d'Issoire. La cloche de la chapelle porte la date de 1653.
Un document datant du milieu du XVIIIe siècle mentionne l'ensemble ainsi : 
« Attenant au château, un bosquet planté en allées et un très beau jardin potager en terrasse... il y a tous les agréments qui peuvent rendre agréable le séjour de la campagne indépendamment de l'utile dans un des plus beaux pays de la Limagne d'Auvergne... »
François Lecourt (1725-1796), président à la Cour des aides de Clermont-Ferrand, achète le 26 mars 1761 la terre d'Hauterive ; il en prend le nom. Il réaménage l'intérieur de la demeure et refait la toiture. Le château et le domaine sont restés depuis lors dans la famille Lecourt d'Hauterive.
Le château fait l’objet d’une inscription au titre des monuments historiques depuis le 30 septembre 1991.

Château d'Hauterive
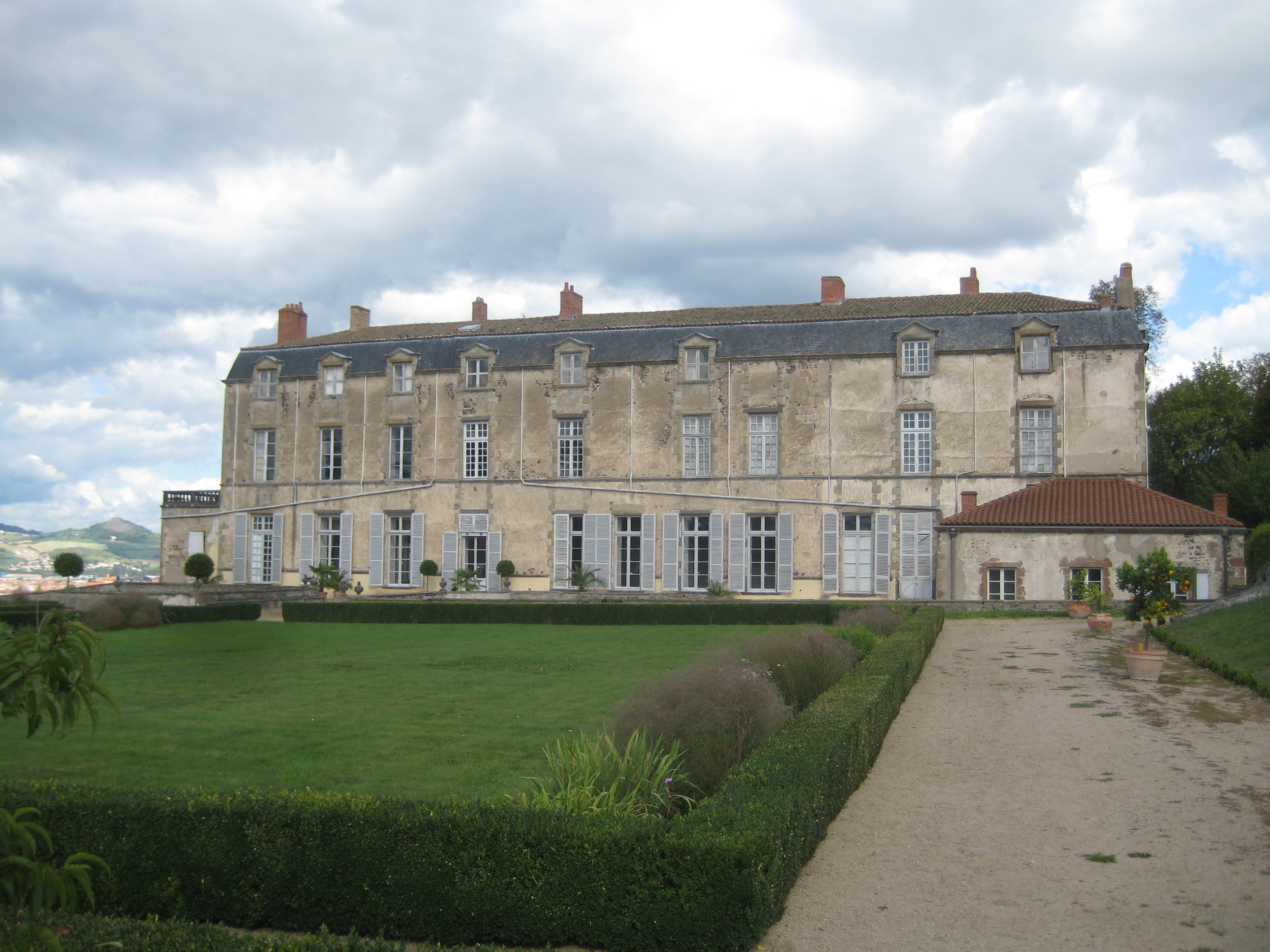
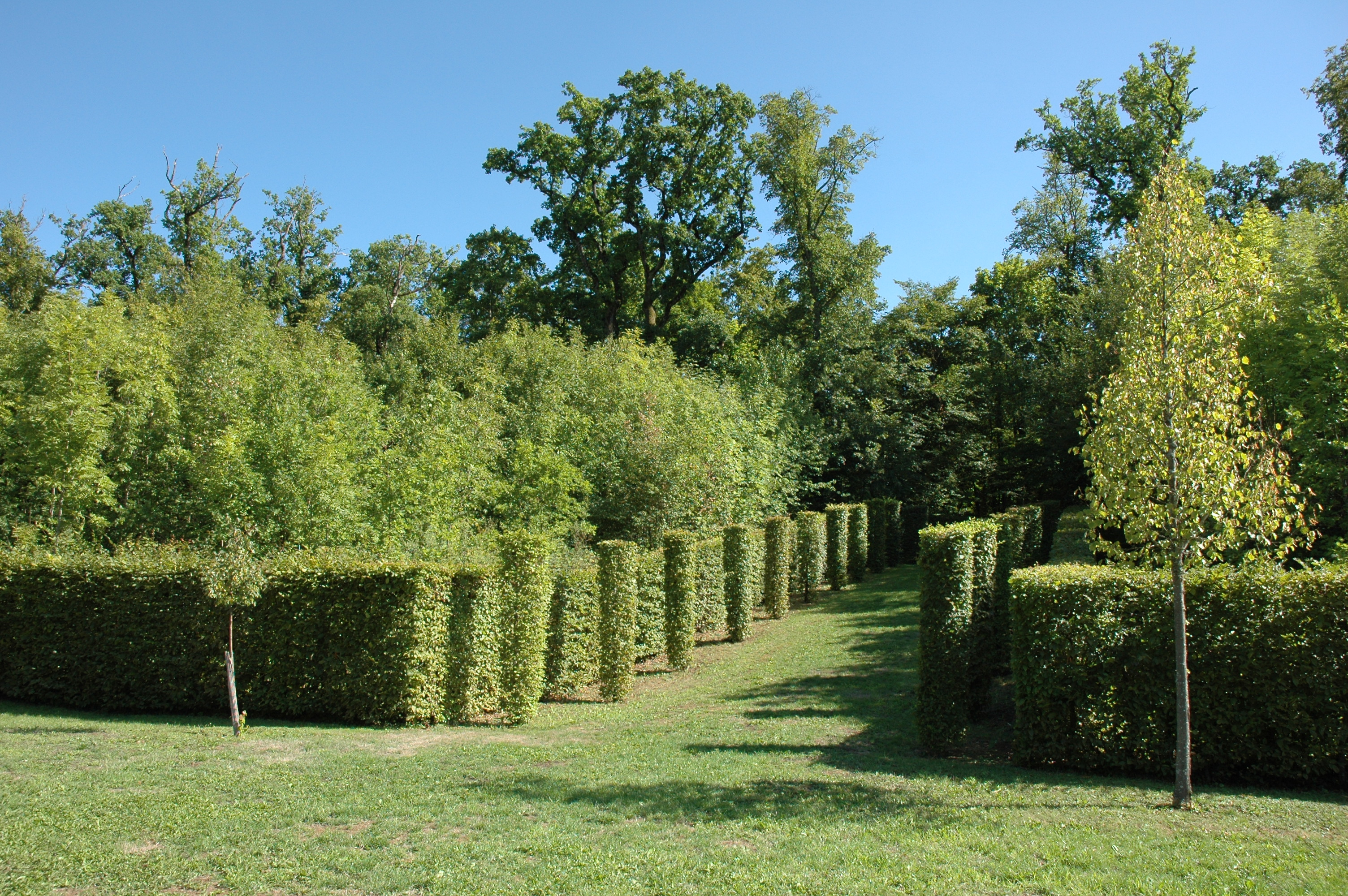
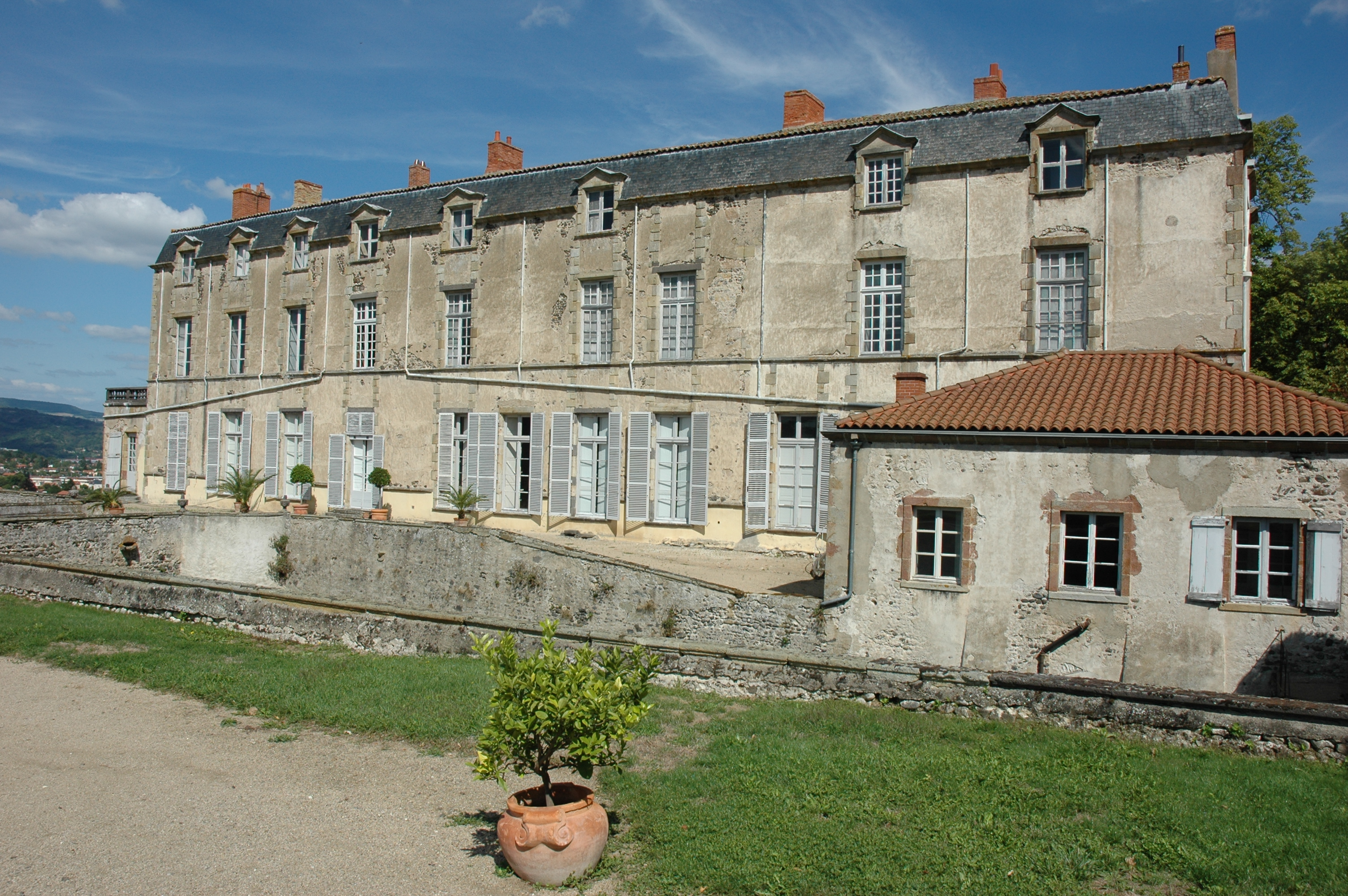
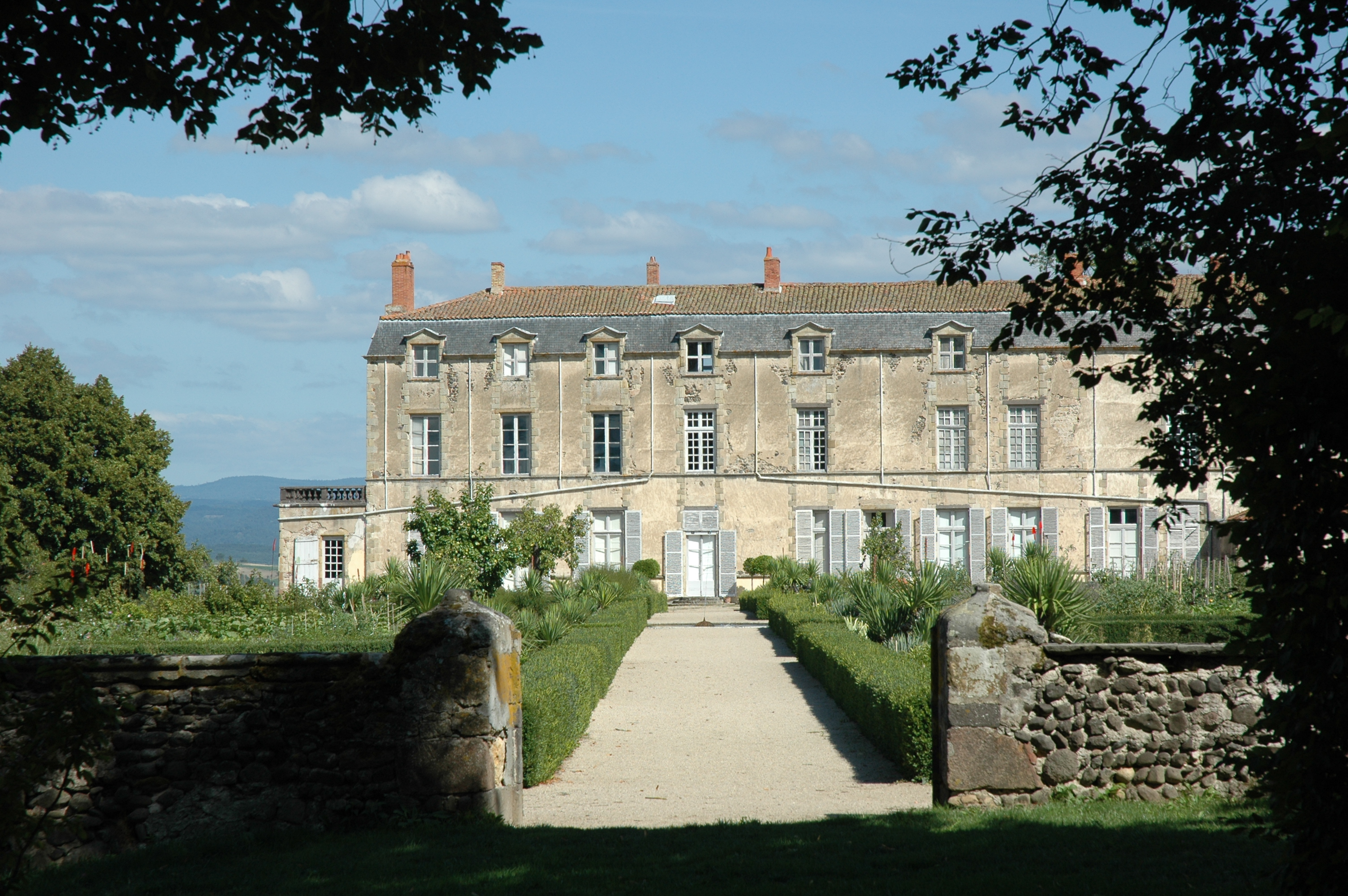
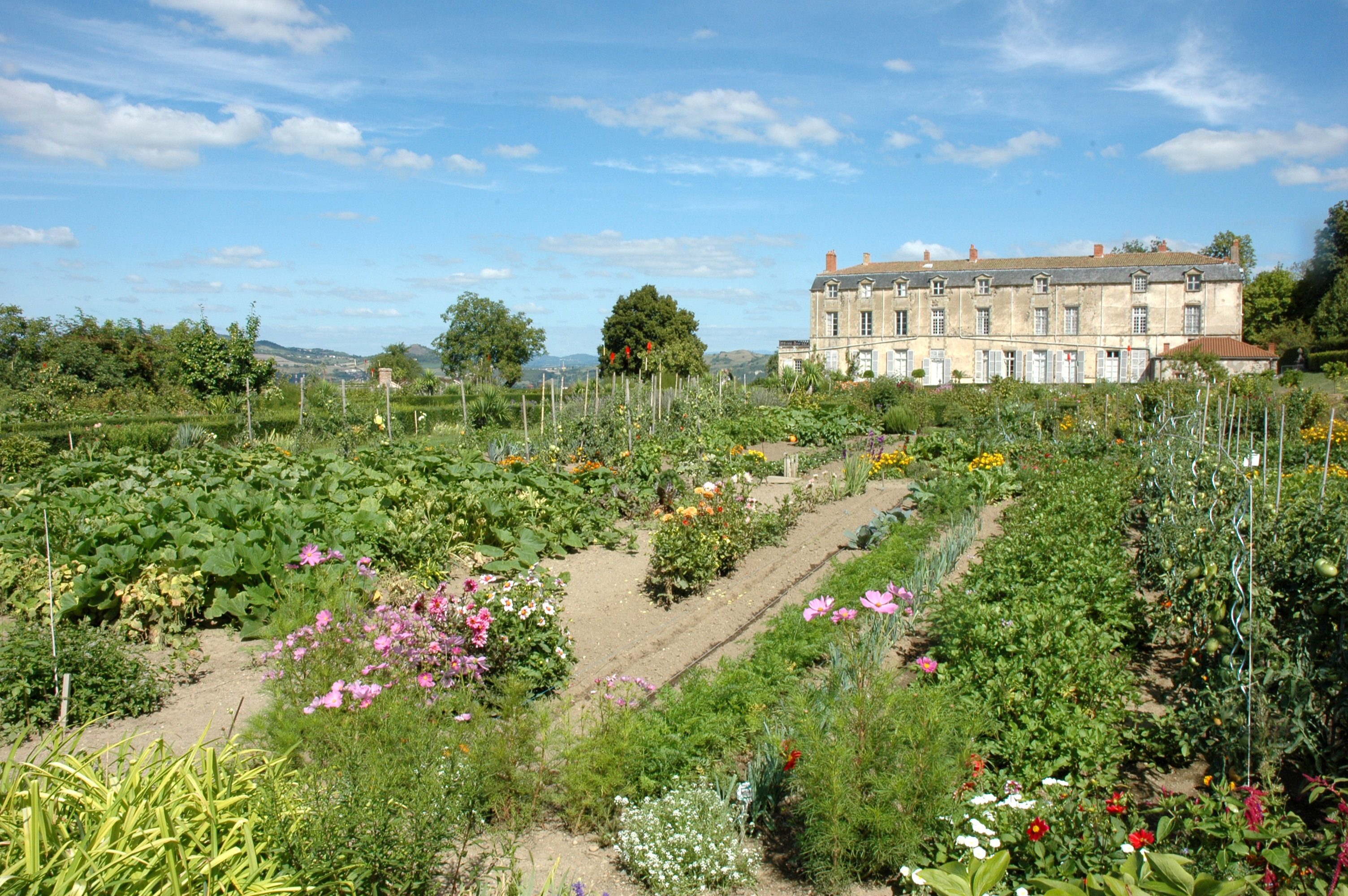